# Randy Quaid
Randall Rudy "Randy" Quaid (Houston, Texas, 1950. október 1. –) Golden Globe-díjas amerikai színész, humorista. 
Legfőképp Az utolsó szolgálat (1973), az Éjféli expressz (1978), A függetlenség napja (1996), a Tökös tekés (1996), a Brokeback Mountain – Túl a barátságon, az Elvis – A kezdet kezdete (2005) című filmekben, illetve televíziós sorozatokban betöltött szerepei miatt ismert. A Családi vakáció-vígjátékokban Eddie kuzint alakította.  
Az utolsó szolgálat című filmjéért 1973-ban Golden Globe-, BAFTA- és Oscar-díjakra jelölték. Az LBJ: A korai évek (1987) című tévéfilmben Lyndon B. Johnson megformálásával Golden-Globe díjat nyert és Primetime Emmy-díjra jelölték. További Primetime Emmy-jelöléseket kapott A vágy villamosa (1984) és az Elvis – A kezdet kezdete című televíziós programokban nyújtott teljesítményével.

## Fiatalkora és családja
A texasi Houstonban született Bonniedale „Nita” (született Jordan) ingatlanügynök és William Rudy Quaid villanyszerelő fiaként. 
Öccse, Dennis Quaid szintén ismert színész.

## Filmográfia

### Film
| Év   | Magyar cím                                 | Eredeti cím                                          | Szerep                    | Magyar hang          |
| ---- | ------------------------------------------ | ---------------------------------------------------- | ------------------------- | -------------------- |
| 1971 | Az utolsó mozielőadás                      | The Last Picture Show                                | Lester Marlow             | Sörös Sándor         |
| 1972 | Mi van, doki?                              | What's Up, Doc?                                      | Hosquith professzor       |                      |
| 1973 | Az utolsó szolgálat                        | The Last Detail                                      | Meadows                   | Sörös Sándor         |
| 1973 | Papírhold                                  | Paper Moon                                           | Leroy                     | Sörös Sándor         |
| 1973 |                                            | Lolly-Madonna XXX                                    | Finch Feather             |                      |
| 1974 | Duddy Kravitz céljai                       | The Apprenticeship of Duddy Kravitz                  | Virgil                    |                      |
| 1975 | Szöktetés                                  | Breakout                                             | Hawk Hawkins              | Szakácsi Sándor      |
| 1975 | Szöktetés                                  | Breakout                                             | Hawk Hawkins              | Tahi Tóth László     |
| 1975 | Szöktetés                                  | Breakout                                             | Hawk Hawkins              | Kapácsy Miklós       |
| 1976 | Dicsőségre ítélve                          | Bound for Glory                                      | Luther Johnson            |                      |
| 1976 | Missouri fejvadász                         | The Missouri Breaks                                  | Kicsi Tod                 | Csőre Gábor          |
| 1977 |                                            | The Choirboys                                        | Dean                      |                      |
| 1978 | Éjféli expressz                            | Midnight Express                                     | Jimmy Booth               | Szabó Sipos Barnabás |
| 1978 | Éjféli expressz                            | Midnight Express                                     | Jimmy Booth               | Anger Zsolt          |
| 1978 |                                            | Three Warriors                                       | Quentin Hammond ranger    |                      |
| 1980 | Jesse James balladája (Hosszútávú lovasok) | The Long Riders                                      | Clell Miller              | Harmath Imre         |
| 1980 | Rókák                                      | Foxes                                                | Jay                       | Medgyesfalvy Sándor  |
| 1981 |                                            | Heartbeeps                                           | Charlie                   |                      |
| 1983 | Családi vakáció                            | National Lampoon's Vacation                          | Eddie kuzin               | Balázs Péter         |
| 1984 | Szabadnak születtek                        | The Wild Life                                        | Charlie                   |                      |
| 1985 | Szerelem bolondjai                         | Fool for Love                                        | Martin                    | Csuja Imre           |
| 1985 | Páros csillag                              | The Slugger's Wife                                   | Moose Granger             |                      |
| 1986 | Száguldó bosszú                            | The Wraith                                           | Loomis seriff             | Vass Gábor           |
| 1986 | Száguldó bosszú                            | The Wraith                                           | Loomis seriff             | Balkay Géza          |
| 1986 | Száguldó bosszú                            | The Wraith                                           | Loomis seriff             | Németh Gábor         |
| 1987 | Porsche-tolvajok                           | No Man's Land                                        | Vincent Bracey            | Halmágyi Sándor      |
| 1987 | Édes haza                                  | Sweet Country                                        | Juan                      | Németh Gábor         |
| 1988 | Költözés                                   | Moving                                               | Frank Crawfor             | Kiss Gábor           |
| 1988 | Költözés                                   | Moving                                               | Cornell Crawford          | Wohlmuth István      |
| 1988 | Golfőrültek 2.                             | Caddyshack II                                        | Peter Blunt               | Rosta Sándor         |
| 1989 | Karácsonyi vakáció                         | National Lampoon's Christmas Vacation                | Eddie kuzin               | Balázs Péter         |
| 1989 | Karácsonyi vakáció                         | National Lampoon's Christmas Vacation                | Eddie kuzin               | Csuja Imre           |
| 1989 | A Broadway vérszopói                       | Bloodhounds of Broadway                              | Feet Samuels              | Sörös Sándor         |
| 1989 | Hidegre teszlek                            | Out Cold                                             | Lester                    |                      |
| 1989 | Hús a húsból                               | Parents                                              | Nick                      | Kassai Károly        |
| 1990 |                                            | Texasville                                           | Lester Marlow             |                      |
| 1990 | Viszem a bankot                            | Quick Change                                         | Loomis                    | Csankó Zoltán        |
| 1990 | Mint a villám                              | Days of Thunder                                      | Tim Daland                | Sörös Sándor         |
| 1990 | Marslakók, haza!                           | Martians Go Home                                     | Mark Devereaux            |                      |
| 1990 | Jasper, a dög                              | Cold Dog Soup                                        | Jack Cloud                | Csuja Imre           |
| 1993 |                                            | Freaked                                              | Elijah                    |                      |
| 1993 | Eladó a családom                           | Curse of the Starving Class                          | Taylor                    | Balázsi Gyula        |
| 1994 | A nagy csapat 2.                           | Major League II                                      | Johnny                    | Kassai Károly        |
| 1994 | Lapzárta                                   | The Paper                                            | Michael                   | Varga T. József      |
| 1995 | Viszlát család, viszlát szerelem!          | Bye Bye Love                                         | Vic Damico                |                      |
| 1996 | Az utolsó tánc                             | Last Dance                                           | Sam Burns                 | Vass Gábor           |
| 1996 | A függetlenség napja                       | Independence Day                                     | Russell Casse             | Reviczky Gábor       |
| 1996 | Tökös tekés                                | Kingpin                                              | Ishmael                   | Csuja Imre           |
| 1996 | Ha megy a busz                             | Get on the Bus                                       | Tennessee rendőr          |                      |
| 1997 | Vegasi vakáció                             | Vegas Vacation                                       | Eddie kuzin               | Reviczky Gábor       |
| 1998 | Vízözön                                    | Hard Rain                                            | Mike Collins              | Csernák János        |
| 1998 | A város kissé bogaras                      | Bug Buster                                           | George Merlin             | Koroknay Géza        |
| 1999 | X-kölykök                                  | P.U.N.K.S.                                           | Pat Utley                 |                      |
| 2000 | Rocky és Bakacsin kalandjai                | The Adventures of Rocky and Bullwinkle               | Cappy von Trapment        | Kőszegi Ákos         |
| 2001 | Már megint egy dilis amcsi film            | Not Another Teen Movie                               | Mr. Briggs                | Bácskai János        |
| 2002 | Pluto Nash – Hold volt, hold nem volt...   | The Adventures of Pluto Nash                         | Bruno                     | Szombathy Gyula      |
| 2002 | Lökött ügynök (Óvatos duhaj)               | Frank McKlusky, C.I.                                 | őrült McKlusky            | Bácskai János        |
| 2003 | Fekete Cadillac                            | Black Cadillac                                       | Charlie                   | Faragó András        |
| 2003 | Deszkások                                  | Grind                                                | Jock Jensen               | Faragó András        |
| 2003 |                                            | Carolina                                             | Ted                       |                      |
| 2003 | Gokartversenyző                            | Kart Racer                                           | Vic Davies                |                      |
| 2003 |                                            | Milwaukee, Minnesota                                 | Jerry James               |                      |
| 2004 | A legelő hősei                             | Home on the Range                                    | Girnyó Dalton (hangja)    | Faragó András        |
| 2005 | Brokeback Mountain – Túl a barátságon      | Brokeback Mountain                                   | Joe                       | Csuja Imre           |
| 2005 | Brokeback Mountain – Túl a barátságon      | Brokeback Mountain                                   | Joe                       | Schneider Zoltán     |
| 2005 | A nagy kaszálás                            | The Ice Harvest                                      | Bill                      | Koroknay Géza        |
| 2006 |                                            | Stanley's Dinosaur Round-Up                          | Rockin' Rory (hangja)     |                      |
| 2006 | Goya kísértetei                            | Goya's Ghosts                                        | IV. Károly spanyol király | Csuja Imre           |
| 2006 | A Kincses sziget gyermekei – Az ütközet    | Treasure Island Kids: The Battle for Treasure Island | Flint kapitány            |                      |
| 2008 | Egy óra haladék                            | Real Time                                            | Reuban                    |                      |
| 2009 | Ütős csapat                                | Balls Out: Gary the Tennis Coach                     | Lou Tuttle edző           | Koroknay Géza        |
| 2018 |                                            | All You Can Eat                                      | Gordon                    |                      |

### Televízió
- 1999: A koboldok varázslatos legendája (	The Magical Legend of the Leprechauns	Jack Woods) (kétrészes tévéfilm)

## Fontosabb díjak és jelölések
| Év   | Díj                | Kategória                                                           | Jelölt mű                       | Eredmény |
| ---- | ------------------ | ------------------------------------------------------------------- | ------------------------------- | -------- |
| 1974 | Oscar-díj          | legjobb férfi mellékszereplő                                        | Az utolsó szolgálat (1973)      | Jelölve  |
| 1974 | Golden Globe-díj   | legjobb férfi mellékszereplő                                        | Az utolsó szolgálat (1973)      | Jelölve  |
| 1975 | BAFTA-díj          | legjobb férfi mellékszereplő                                        | Az utolsó szolgálat (1973)      | Jelölve  |
| 1984 | Primetime Emmy-díj | legjobb férfi mellékszereplő (minisorozat vagy tévéfilm)            | A vágy villamosa (1984)         | Jelölve  |
| 1987 | Primetime Emmy-díj | legjobb férfi főszereplő (minisorozat vagy tévéfilm)                | LBJ: A korai évek (1987)        | Jelölve  |
| 1988 | Golden Globe-díj   | legjobb férfi főszereplő (minisorozat vagy tévéfilm)                | LBJ: A korai évek (1987)        | Elnyerte |
| 2005 | Primetime Emmy-díj | legjobb férfi mellékszereplő (televíziós minisorozat vagy tévéfilm) | Elvis – A kezdet kezdete (2005) | Jelölve  |
| 2006 | Golden Globe-díj   | legjobb férfi mellékszereplő (sorozat, minisorozat vagy tévéfilm)   | Elvis – A kezdet kezdete (2005) | Jelölve  |

## Fordítás
- Ez a szócikk részben vagy egészben  a   Randy Quaid című angol Wikipédia-szócikk ezen változatának fordításán alapul.  Az eredeti cikk szerkesztőit annak laptörténete sorolja fel. Ez a jelzés csupán a megfogalmazás eredetét és a szerzői jogokat jelzi, nem szolgál a cikkben szereplő információk forrásmegjelöléseként.